# Brémur-et-Vaurois
Brémur-et-Vaurois ist eine französische Gemeinde mit 44 Einwohnern (Stand 1. Januar 2022) im Département Côte-d’Or in der Region Bourgogne-Franche-Comté.  Sie gehört zum Kanton Châtillon-sur-Seine und zum Arrondissement Montbard. 

## Lage
Die Gemeinde liegt an der Seine, in die hier der Brévon einmündet.
Sie grenzt im Westen und im Norden an Aisey-sur-Seine, im Nordosten an Nod-sur-Seine, im Osten an Busseaut, im Südosten an Origny, im Süden an Saint-Marc-sur-Seine und im Südwesten an Semond und Chemin-d’Aisey.

## Siehe auch

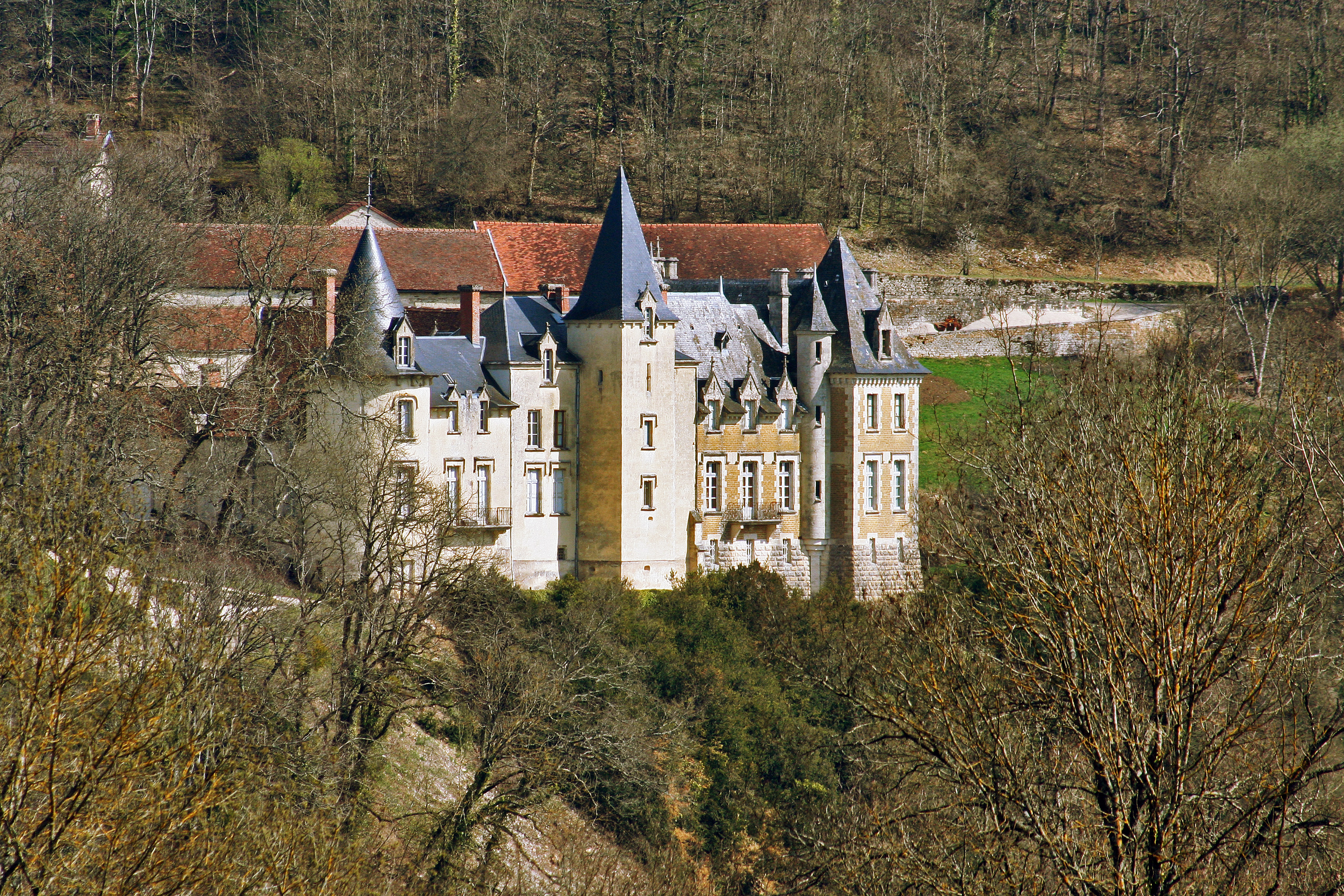
Das Schloss Rocheprise in Brémur-et-Vaurois

## Bevölkerungsentwicklung
| Jahr                       | 1962 | 1968 | 1975 | 1982 | 1990 | 1999 | 2008 | 2015 |
| -------------------------- | ---- | ---- | ---- | ---- | ---- | ---- | ---- | ---- |
| Einwohner                  | 154  | 124  | 106  | 115  | 91   | 78   | 56   | 50   |
| Quellen: Cassini und INSEE |      |      |      |      |      |      |      |      |